# Hardwick (hrabstwo Caledonia)
Hardwick – jednostka osadnicza w Stanach Zjednoczonych, w stanie Vermont, w hrabstwie Caledonia.